# Füchse Duisburg
Gli EV Duisburg Die Füchse sono una squadra partecipante alla DEL. Il nome italiano della squadra è Duisburg Volpi.

Il club venne fondato nel 1971 e fu promosso al massimo campionato tedesco nel 2005. La squadra gioca le partite casalinghe alla Scania Arena di Duisburg.